# 建宁左卫
建宁左卫是明代至清初的一处卫所。
洪武八年（1375年）十月置，治所在今福建省建瓯市城东，属福建行都指挥使司管辖，清朝顺治十八年（1661年）废。